# Broye-les-Loups-et-Verfontaine
Pour les articles homonymes, voir Broye.
Broye-les-Loups-et-Verfontaine est une commune française située dans le département de la Haute-Saône, la région culturelle et historique de Franche-Comté et la région administrative Bourgogne-Franche-Comté.

## Géographie
Cette commune a la particularité d'être en deux parties, au nord les villages de Broye-les-Loups et le village de Verfontaine, et au sud détachés les lieux-dits Petit-Colonge et Grand-Colonge

### Climat
Pour des articles plus généraux, voir Climat de la Bourgogne-Franche-Comté et Climat de la Haute-Saône.
En 2010, le climat de la commune est de type climat des marges montargnardes, selon une étude du Centre national de la recherche scientifique s'appuyant sur une série de données couvrant la période 1971-2000. En 2020, Météo-France publie une typologie des climats de la France métropolitaine dans laquelle la commune est dans une zone de transition entre le climat océanique altéré et le climat océanique altéré et est dans la région climatique  Lorraine, plateau de Langres, Morvan, caractérisée par un hiver rude (1,5 °C), des vents modérés et des brouillards fréquents en automne et hiver. 
Pour la période 1971-2000, la température annuelle moyenne est de 10,4 °C, avec une amplitude thermique annuelle de 17,5 °C. Le cumul annuel moyen de précipitations est de 922 mm, avec 12,1 jours de précipitations en janvier et 8,5 jours en juillet. Pour la période 1991-2020, la température moyenne annuelle observée sur la station météorologique de Météo-France la plus proche, « Poyans », sur la commune de Poyans à 4 km à vol d'oiseau, est de 11,1 °C et le cumul annuel moyen de précipitations est de 911,8 mm. 
La température maximale relevée sur cette station est de 40,8 °C, atteinte le 12 août 2003 ; la température minimale est de −27 °C, atteinte le 9 janvier 1985,,. 
Les paramètres climatiques de la commune ont été estimés pour le milieu du siècle (2041-2070) selon différents scénarios d'émission de gaz à effet de serre à partir des nouvelles projections climatiques de référence DRIAS-2020. Ils sont consultables sur un site dédié publié par Météo-France en novembre 2022.

## Urbanisme

### Typologie
Au 1er janvier 2024, Broye-les-Loups-et-Verfontaine est catégorisée commune rurale à habitat très dispersé, selon la nouvelle grille communale de densité à sept niveaux définie par l'Insee en 2022.
Elle est située hors unité urbaine. Par ailleurs la commune fait partie de l'aire d'attraction de Gray, dont elle est une commune de la couronne,. Cette aire, qui regroupe 63 communes, est catégorisée dans les aires de moins de 50 000 habitants,.

### Occupation des sols
L'occupation des sols de la commune, telle qu'elle ressort de la base de données européenne d’occupation biophysique des sols Corine Land Cover (CLC), est marquée par l'importance des territoires agricoles (86,8 % en 2018), en augmentation par rapport à 1990 (85 %). La répartition détaillée en 2018 est la suivante : 
terres arables (71 %), prairies (15,7 %), forêts (12,6 %), milieux à végétation arbustive et/ou herbacée (0,6 %). L'évolution de l’occupation des sols de la commune et de ses infrastructures peut être observée sur les différentes représentations cartographiques du territoire : la carte de Cassini (XVIIIe siècle), la carte d'état-major (1820-1866) et les cartes ou photos aériennes de l'IGN pour la période actuelle (1950 à aujourd'hui).

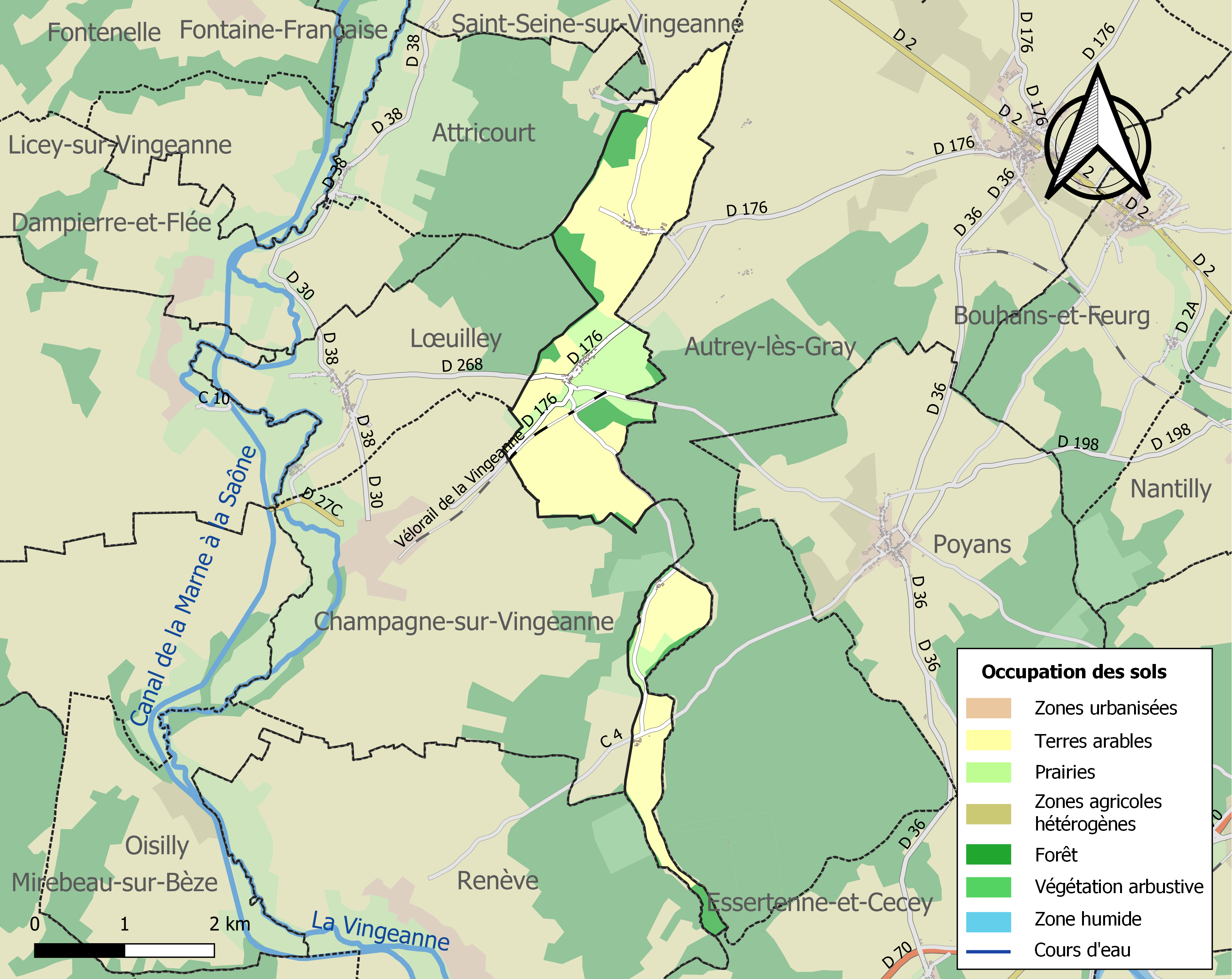
Carte des infrastructures et de l'occupation des sols de la commune en 2018 (CLC).

### Habitat et logement
En 2018, le nombre total de logements dans la commune était de 55, alors qu'il était de 52 en 2013 et de 50 en 2008.
Parmi ces logements, 80 % étaient des résidences principales, 5,5 % des résidences secondaires et 14,5 % des logements vacants. Ces logements étaient pour 96,2 % d'entre eux des maisons individuelles et pour 3,8 % des appartements.
Le tableau ci-dessous présente la typologie des logements à Broye-les-Loups-et-Verfontaine en 2018 en comparaison avec celle de la Haute-Saône et de la France entière. Une caractéristique marquante du parc de logements est ainsi une proportion de résidences secondaires et logements occasionnels (5,5 %) inférieure à celle du département (6,2 %) mais supérieure à celle de la France entière (9,7 %). Concernant le statut d'occupation de ces logements, 69 % des habitants de la commune sont propriétaires de leur logement (70 % en 2013), contre 68,7 % pour la Haute-Saône et 57,5 pour la France entière.
| Typologie                                               | Broye-les-Loups-et-Verfontaine | Haute-Saône | France entière |
| ------------------------------------------------------- | ------------------------------ | ----------- | -------------- |
| Résidences principales (en %)                           | 80                             | 83          | 82,1           |
| Résidences secondaires et logements occasionnels (en %) | 5,5                            | 6,2         | 9,7            |
| Logements vacants (en %)                                | 14,5                           | 10,8        | 8,2            |

## Toponymie
Le nom de la localité est attesté sous la forme Broes en 1200. 
Plutôt que le gaulois briga, Broye serait issu du mot gaulois bracu, au féminin *braca, signifiant « terre humide et fertile ». *bracu ( plus exactement *brakus, brakōs) a d’abord désigné un « fond de vallée humide » puis un « marais ».

## Histoire
Verfontaine est mentionnée vers 1090 dans une charte de l'abbaye de Conques en Rouergue : la localité est donnée par Hosfridus de Beaumont, son épouse Gertrude, ses fils Hugues et Foulques, pour le salut de leurs âmes et pour le repos des âmes de leurs chevaliers tués, Girbert et Gimon. Avec Verfontaine (Virida Fons), Hosfridus cède la forêt de Vava.
Broye-les-Loups est citée dans les chartes pour la première fois en 1120, une chapelle de Brois est citée dans les preuves de l'Histoire de l’église abbatiale et collégiale de Saint Estienne de Dijon par Claude Fyot de la Marche (1696), il existe encore en 1329, lorsque son seigneur, Henri de Vergy, rend foi et hommage à la reine douairière Jeanne, en tant que comtesse de Bourgogne, comme le prouve l’histoire de la maison de Vergy, de Du Chesne, p 240. Les Vergy n'apparaissent plus ensuite comme seigneurs du lieu.
À la Révolution est créée la commune de Broye-les-Loups (à l'époque Loups s'écrivait sans "s") et la commune de Verfontaine. En 1806 par décret impérial de Napoléon 1er la commune de Verfontaine a été rattachée à la commune de Broye-les-Loups, formant ainsi Broye-les-Loups-et-Verfontaine.

### Les Hospitaliers
Le village disparaît, probablement du fait des guerres et de l'invasion anglaise en 1360, puisque l'on retrouve, dans un titre de la commanderie de La Romagne, en 1446, la mention de la place de Broye « ruinée et en désert, tellement qu'il n'est nulle mémoire d'hommes que l'on y vit aucune habitation »,. Le village est alors recréé en 1446 par acensement du commandeur de La Romagne, les nouveaux habitants devant rester hommes du commandeur, mais non mainmortables, ni de condition serve.

## Politique et administration

### Rattachements administratifs et électoraux
La commune fait partie de l'arrondissement de Vesoul du département de la Haute-Saône, en région Bourgogne-Franche-Comté. Pour l'élection des députés, elle dépend de la première circonscription de la Haute-Saône.
Elle faisait partie depuis 1801 du canton d'Autrey-lès-Gray. Dans le cadre du redécoupage cantonal de 2014, la commune fait désormais partie du canton de Dampierre-sur-Salon.

### Intercommunalité
Fahy-lès-Autrey est l'une des communes fondatrices de la petite communauté de communes du Pays d'Autrey, créée le 31 décembre 1994, et  qui regroupait environ 3 800 habitants.
L'article 35 de la loi n° 2010-1563 du 16 décembre 2010 « de réforme des collectivités territoriales » prévoyait d'achever et de rationaliser le dispositif intercommunal en France, et notamment d'intégrer la quasi-totalité des communes françaises dans des EPCI à fiscalité propre, dont la population soit normalement supérieure à 5 000 habitants.
Dans ce cadre, le schéma départemental de coopération intercommunale (SDCI) approuvé par le préfet de Haute-Saône le 23 décembre 2011 a prévu la fusion de cette petite intercommunalité avec l'ancienne communauté de communes du Pays de Gray et le rattachement à cette structure des communes isolées de Chargey-lès-Gray, Onay, Velesmes-Échevanne.
La commune est donc membre depuis le 1er janvier 2013 de la nouvelle communauté de communes Val de Gray.

### Liste des maires
| Période                                  | Période                       | Identité      | Étiquette | Qualité                         |
| ---------------------------------------- | ----------------------------- | ------------- | --------- | ------------------------------- |
| Les données manquantes sont à compléter. |                               |               |           |                                 |
| juin 1995                                | mai 2020                      | Michel Boirin |           | Réélu pour le mandat 2014-2020, |
| mai 2020                                 | En cours (au 2 décembre 2020) | Alain Nicolle |           |                                 |

## Démographie

### Évolution démographique
L'évolution du nombre d'habitants est connue à travers les recensements de la population effectués dans la commune depuis 1793. Pour les communes de moins de 10 000 habitants, une enquête de recensement portant sur toute la population est réalisée tous les cinq ans, les populations de référence des années intermédiaires étant quant à elles estimées par interpolation ou extrapolation. Pour la commune, le premier recensement exhaustif entrant dans le cadre du nouveau dispositif a été réalisé en 2006.

En 2022, la commune comptait 115 habitants, en évolution de −7,26 % par rapport à 2016 (Haute-Saône : −1,4 %, France hors Mayotte : +2,11 %).
| 1793 | 1800 | 1806 | 1821 | 1831 | 1836 | 1841 | 1846 | 1851 |
| ---- | ---- | ---- | ---- | ---- | ---- | ---- | ---- | ---- |
| 117  | 116  | 127  | 196  | 258  | 284  | 301  | 323  | 334  |

| 1856 | 1861 | 1866 | 1872 | 1876 | 1881 | 1886 | 1891 | 1896 |
| ---- | ---- | ---- | ---- | ---- | ---- | ---- | ---- | ---- |
| 319  | 286  | 306  | 276  | 265  | 250  | 239  | 224  | 223  |

| 1901 | 1906 | 1911 | 1921 | 1926 | 1931 | 1936 | 1946 | 1954 |
| ---- | ---- | ---- | ---- | ---- | ---- | ---- | ---- | ---- |
| 199  | 189  | 196  | 146  | 151  | 130  | 120  | 123  | 130  |

| 1962 | 1968 | 1975 | 1982 | 1990 | 1999 | 2006 | 2011 | 2016 |
| ---- | ---- | ---- | ---- | ---- | ---- | ---- | ---- | ---- |
| 132  | 112  | 101  | 68   | 72   | 83   | 93   | 105  | 124  |

| 2021 | 2022 | - | - | - | - | - | - | - |
| ---- | ---- | - | - | - | - | - | - | - |
| 121  | 115  | - | - | - | - | - | - | - |

### Pyramide des âges
La population de la commune est relativement jeune.
En 2018, le taux de personnes d'un âge inférieur à 30 ans s'élève à 50,8 %, soit au-dessus de la moyenne départementale (31,7 %). À l'inverse, le taux de personnes d'âge supérieur à 60 ans est de 14,5 % la même année, alors qu'il est de 29,7 % au niveau départemental.
En 2018, la commune comptait 69 hommes pour 61 femmes, soit un taux de 53,08 % d'hommes, largement supérieur au taux départemental (49,23 %).
Les pyramides des âges de la commune et du département s'établissent comme suit.
| Hommes | Classe d’âge | Femmes |
| ------ | ------------ | ------ |
| 0,0    | 90 ou +      | 1,7    |
| 4,5    | 75-89 ans    | 3,4    |
| 9,1    | 60-74 ans    | 10,3   |
| 18,2   | 45-59 ans    | 12,1   |
| 16,7   | 30-44 ans    | 22,4   |
| 27,3   | 15-29 ans    | 22,4   |
| 24,2   | 0-14 ans     | 27,6   |

| Hommes | Classe d’âge | Femmes |
| ------ | ------------ | ------ |
| 0,7    | 90 ou +      | 1,9    |
| 8      | 75-89 ans    | 10,6   |
| 19,9   | 60-74 ans    | 20,4   |
| 21,4   | 45-59 ans    | 20,8   |
| 17,2   | 30-44 ans    | 16,7   |
| 15,3   | 15-29 ans    | 13,5   |
| 17,5   | 0-14 ans     | 16,1   |

## Culture locale et patrimoine

### Lieux et monuments
- Abbaye de Colonges

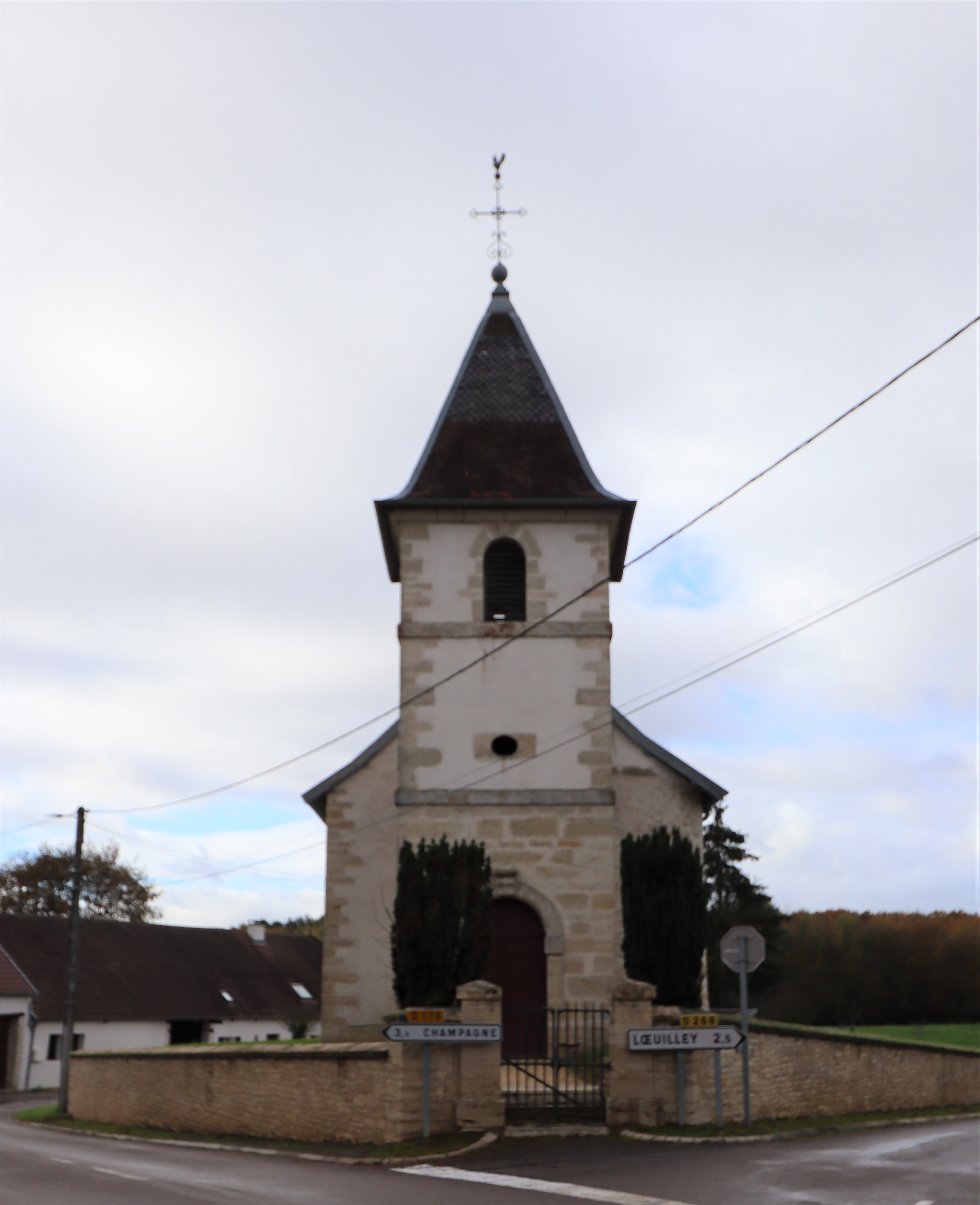
L'église de Broye-les-Loups-et-Verfontaine.

- Église paroissiale de l'Exaltation-de-la-Sainte-Croix.

### Héraldique
| Blason de Broye-les-Loups-et-Verfontaine | Blason  | Coupé : au 1er parti au I d'azur à une fontaine monumentale jaillissant dans un abreuvoir à senestre, le tout d'argent, au II de sinople à une borne de pierre d'argent gravée d'une crosse d'abbesse, au 2d de gueules à une tête de loup arrachée d'argent.              |
| Blason de Broye-les-Loups-et-Verfontaine | Détails | Armes parlantes (Loup et fontaine). La borne armoriée portant une crosse d'abbesse symbolise l'abbaye de Colonges, le fond vert évoquant la nature. Auparavant, les bornes délimitaient le domaine des dames de Colonges. Le statut officiel du blason reste à déterminer. |